# نهر بوي كوي
نهر بوي كوي هو نهر في كاليدونيا الجديدة . تبلغ مساحته 32 كيلومترًا مربعًا. 